# Епархија у САД, Канади и Аустралији
Епархија у САД, Канади и Аустралији (буг. Епархия в САЩ, Канада и Австралия) епархија је Бугарске православне цркве.
Надлежни архијереј је господин Јосиф, а сједиште епархије се налази у Њујорку.

## Историја
Епархија у САД, Канади и Аустралији има своје коријене још прије Другог свјетског рата када је постојала као Бугарска епархија Сјеверне и Јужне Америке и Аустралије (енгл. Bulgarian Diocese of North and South America and Australia). Међутим, након успоставе комунистичке владавине у Бугарској односи епархије са помјесном Бугарском православном црквом су се знатно погоршали. Под руководством митрополита Андреја (Петкова) епархија је покушала да се крајем 1950-их прикључи Сјеверноамеричкој митрополији, али безуспјешно.
Године 1964. митрополит Андреј је умолио Свети синод Бугарске православне цркве за свој повратак у бугарски епископат како би наставио да предводи епархију у Америци. Након повратка митрополита Андреја и његове епархије под окриље Бугарске цркве, једна група под вођством архимандрита Кирила (Јончева) је раскинула општење са митрополитом Андрејом и придружила се Руској православној заграничној цркви представљајући се као Бугарска епархија (у егзилу). Епископи Заграничне цркве су га посветили за епископа.
Године 1969. епархија је била подијељена на Њујоршку, Детроитску и Акронску епархију, а митрополит Андреј (Петаков) постављен је за њујоршког архијереја. Након смрти митрополита Андреја (1972) епархије Детроитска и Акронска су сједињене у Акронску епархију. Од 1989. сједињене су и епархије Акронска и Њујоршка у јединствену Епархију у САД, Канади и Аустралији.
На челу епархије се тренутно налази митрополит Јосиф (Босаков). Епархија је била члан Скупштине канонских православних епископа Сјеверне и Централне Америке, а претходно и члан Сталне конференције канонских православних епископа у Америкама.

## Епископи
- Андреј Петков (1938 — 9. август 1972)
- Јосиф Диков (17. децембар 1972 — 4. септембар 1987)
- Геласије Михајлов (2. децембар 1987 — 19. децембар 1989)
- Јосиф Босаков (од 19. децембра 1989)